# Хълбоке
Хълбоке (на словашки: Hlboké) е село в югозападна Словакия, в Търнавски край, в окръг Сеница. Според Статистическа служба на Словашката република към 31 декември 2020 г. селото има 1008 жители.
Разположено е на 256 m надморска височина, на 4 km югоизточно от Сеница. Площта му е 20,13 km². Кмет на селото е Милош Чобрда.